# Dolly Golden
Dolly Golden (Annecy, Alta Saboya; 28 de agosto de 1973) es una actriz pornográfica retirada francesa.
Comenzó a hacer filmes en el año de 1996, rodando más de 200 películas hasta finales de 2007.

## Filmografía seleccionada
- All About Ass # 3
- Ass To Mouth
- California Cocksuckers # 6, # 11
- Cock Smokers # 16
- Gag Factor # 2
- Gangland # 5

## Premios
- 2000 - Hot D'or (Francia) - Mejor Actriz Francesa - Les Tontons Tringleurs
- 1999 - Hot D'or - Mejor Actriz Coadjuvante Européia - Croupe du Monde 98
- 1997 - Brussels Erotic Film Festival - Mejor Revelación de la Europa